# René Weissinger
René Weissinger (11 de diciembre de 1978, Böblingen) es un ciclista profesional alemán que fue profesional de 2002 a 2012.

## Palmarés
2005
- Völkermarkter Radsporttage[1]
- Tour de Berna[2]

2006
- 2 etapas de la Vuelta al Lago Qinghai